# Eodicynodon
Eodicynodon – rodzaj niewielkiego, prymitywnego dicynodonta, jedyny przedstawiciel rodziny Eodicynodontidae. Żył u schyłku środkowego permu (word, 268–266 mln lat temu) na terenie dzisiejszej Republiki Południowej Afryki. Jest najwcześniejszym i najbardziej bazalnym ze znanych dicynodontów, roślinożernych terapdysów. Szereg cech budowy szkieletu pozwala na odróżnienie eodicynodona od innych przedstawicieli Dicynodontia.

## Opis
Eodicynodon był stosunkowo niewielkim dicyonodontem – osiągał 45 cm długości i wysokość 15 cm na poziomie barków. Okna skroniowe bardzo długie i duże. Podniebienie wtórne ukształtowane z kości przedszczękowej, szczęki oraz podniebienia twardego. Z przodu szczęk znajdował się keratynowy dziób. Zęby, z wyjątkiem kłów, zanikły. Odnaleziono osobnika, który w lewej kości szczękowej miał dwa kły, jednak cecha ta została uznana za anomalię.
Szkielet pozaczaszkowy
Rubidge i współpracownicy wyróżnili w 1994 siedem cech budowy kości kończyn odróżniających eodicynodona od pozostałych rodzajów dicynodontów, między innymi fakt, że kości promieniowa i łokciowa są smukłe, a kość biodrowa wysoka ze stosunkowo niewielkim wyrostkiem przednim. Kończyny przednie były ugięte w kolanach i rozstawione na boki, tylne jednak pozostawały wyprostowane. Kilka cech wskazuje na większą bazalność eodicynodona – np. masywna kość ramienna z rozszerzającymi się zakończeniami oraz niewielka liczba żeber krzyżowych – jednak pozostałe są identyczne jak u bardziej pochodnych form Dicynodontia.

## Występowanie i zasięg stratygraficzny
Dokładne określenie cech charakterystycznych eodicynodona jest ważne, gdyż umożliwia odróżnienie go od robertii – innego dicynodonta żyjącego pod koniec środkowego permu w Afryce Południowej. Dokładny zasięg stratygraficzny robertii nie jest znany i dopiero odkrycie pozaczaszkowego szkieletu eodicynodona pozwoliło rozróżnić przedstawicieli tych dwóch rodzajów.
Zarówno Eodicynodon jak i Robertia odnajdywano w skałach Beaufort Group formacji Karoo w RPA w górnych warstwach „strefy eodicynodonów i tapinocefali” (Eodicynodon-Tapinocephalus assemblage zone), jednak odnaleziono również szczątki eodicynodona z nieco geologicznie młodszych warstw.

## Filogeneza
Uproszczony kladogram dicynodontów z zaznaczeniem pozycji eodicynodona
```
o †
Dicynodontia

|--o †
Eodicynodon
 [Eodicynodontidae]
|  |-- †
E. oosthuizeni

|  `-- †
E. oelofseni

`--o †„
Neodicynodontia
”??
   |--+-- 
Dicynodontoidea

   |  `--o †
Robertiidae
 [
incl
. 
Diictodontidae
]
   `--+--o †
Endothiodontoidea

      |  |--o †
Pristerodontidae

      |  `--o †
Endothiodontidae

      `--o †
Emydopoidea

         |--o †
Emydopidae

         |--o †
Cistecephalidae

         |--o †
Myosauridae

         `--o †
Kingoriidae
```

## Gatunki
- Eodicynodon oosthuizeni (Barry, 1964)
- Eodicynodon oelofseni Rubidge, 1990